# Гена Трайкова
Гена Трайкова е българска журналистка, водеща на bTV Новините от 2000 г. до 2014 г. и бивш главен редактор на bTV Новините.

## Биография
Родена е на 27 май 1978 г. в София. Тя е магистър по телевизионна журналистика, има и специализация в CNN и BBC Бирмингам, както и по италиански език и култура в Перуджа, Италия. Работи за кратко като репортер в Нова телевизия.
Тя е главен редактор на bTV Новините и е едно от емблематичните лица на bTV – заедно с Венелин Петков влизат в историята на телевизията като водещи на първата емисия новини на първата частна национална телевизия в България през 2000 г. По-късно тя става и продуцент на bTV Новините, bTV Репортерите, както и на документалната поредица bTV Документите. Напуска поста „главен редактор“ на bTV Новините през 2021 г., след което работи като пиар на различни събития.
През 2023 г. става лектор в магистърска програма по „Мултимедийна журналистика" на УНСС.
Гена Трайкова е автор на множество документални филми и е отличена с редица награди, сред които Златен чадър за най-добър документален филм на Фестивала в Албена (2009), както и Първа награда на Фестивала „Българската Европа“ (2008) за „Великата ерес“, Приз за ТВ публицистика в конкурса Жена на годината (2008), Специалната награда на Европейската комисия „Робер Шуман“ за (2008) и на европейския екофестивал „Зелената вълна“ 21 (2008) за „Найлонов апокалипсис или...“, Награда за визия за бъдещето – „Моята идея, която ще промени света“ на Фондация „Посрещане на 21 век“ (1999) и много други.
Трайкова е член на съвета на фондация Сингъл Степ, организация за защита на гражданските права на ЛГБТ (лесбийки, гей, бисексуални и транссексуални) българите.